# Liubov Volosova
Liubov Volosova (n. 16 august 1982, Tashtyp⁠(d), RSFS Rusă, URSS) este o luptătoare ce a reprezentat Rusia, medaliată olimpică. A participat la o ediție a Jocurilor Olimpice (2012) în care a câștigat o medalie de bronz.

## Participări
Lista de mai jos prezintă principalele competiții la care a participat Liubov Volosova de-a lungul carierei.
- wrestling at the 2012 Summer Olympics – women's freestyle 63 kg[*]